# Knoten Jettsdorf
Het Knoten Jettsdorf is een snelwegknooppunt in de Oostenrijkse deelstaat Neder-Oostenrijk. Op dit knooppunt bij Grafenwörth sluit de S33 aan op de S5

## Bouwvorm
Het knooppunt is een mixvormknooppunt.